# تورکا
تورکا (به انگلیسی: Turka) شهری است در استان لفیف اوکراین. جمعیت این شهر ۶,۹۲۵ (۲۰۲۱ تخمینی) نفر بر پایه سرشماری سال ۲۰۲۱ است.